# Alejandro Montecchia
Alejandro Montecchia (Bahía Blanca, 1 de enero de 1972) es un ex-baloncestista argentino que jugaba en la posición de base. Hizo una larga carrera como profesional, actuando en clubes de Argentina, Italia y España. Durante varios años fue parte de la selección de básquet de Argentina, formando parte de la camada de jugadores de su país pertenecientes a la que se denominó La Generación Dorada. Uno de sus mayores logros con el equipo nacional fue la obtención de la medalla de oro en el torneo de baloncesto de los Juegos Olímpicos de Atenas 2004, certamen que incluyó el triunfo de los argentinos en semifinales frente a una selección de baloncesto de Estados Unidos integrada por jugadores provenientes de la NBA.

## Trayectoria deportiva
Producto de las divisiones formativas del club Bahiense del Norte, participó de muchos torneos de baloncesto juvenil con el seleccionado de Bahía Blanca antes de hacer su debut como profesional en Sport Club Cañadense (en su segunda temporada sería reconocido como Revelación de la LNB). Jugó profesionalmente durante 20 años. Durante su extensa carrera, el base bahiense conquistó torneos importantes como la Copa ULEB 2002-03 con el Pamesa Valencia y la Liga Sudamericana de Clubes en dos ocasiones -1996 con Olimpia de Venado Tuerto y 2008 con Regatas Corrientes-, además de haber obtenido otros títulos a nivel local.  
El 17 de abril de 2009 anunció su retiro del básquet profesional luego de perder su equipo, Regatas Corrientes, contra Atenas de Córdoba, en un partido correspondiente a los cuartos de final de la Liga Nacional de Básquet de Argentina.

### Clubes
| Club                     | País      | Año         |
| ------------------------ | --------- | ----------- |
| Sport Club Cañadense     | Argentina | 1989 - 1994 |
| Olimpia de Venado Tuerto | Argentina | 1994 - 1998 |
| Boca Juniors             | Argentina | 1998 - 1999 |
| Viola Reggio Calabria    | Italia    | 1999 - 2002 |
| Pamesa Valencia          | España    | 2002 - 2005 |
| Armani Jeans Milano      | Italia    | 2005 - 2006 |
| Regatas Corrientes       | Argentina | 2006 - 2009 |

### Presencias internacionales en clubes
- Campeonato Panamericano de Clubes con Olimpia de 1994.
- Liga Sudamericana de Clubes con Olimpia de 1996 y 1997.
- Copa Intercontinental FIBA con Olimpia en 1996.
- Liga Sudamericana de Clubes con Boca de 1999.
- Eurocup con Pamesa Valencia 2002-2003 y 2004-05.
- Euroliga con Pamesa Valencia 2003-2004.
- Euroliga con Armani Jeans Milano 2005-2006.
- Liga Sudamericana de Clubes con Regatas Corrientes de 2008 y 2009.

### Títulos con clubes
- Liga Nacional de Básquet 1995-96 con Olimpia de Venado Tuerto
- Liga Sudamericana de Clubes 1996 con Olimpia de Venado Tuerto
- Copa ULEB 2002-03 con Pamesa Valencia
- Copa Argentina de Básquet 2007 con Regatas Corrientes
- Copa Desafío 2008 con Regatas Corrientes
- Liga Sudamericana de Clubes 2008 con Regatas Corrientes
- Torneo Súper 8 2008 con Regatas Corrientes
- Copa Desafío 2009 con Regatas Corrientes

## Selección nacional
Montecchia fue miembro de los seleccionados juveniles de baloncesto de la Argentina. Fue parte del equipo que obtuvo el primer lugar en el Campeonato Sudamericano de Baloncesto de Cadetes de 1989. Posteriormente disputó el Campeonato Mundial de Baloncesto Sub-19 de 1991 en Canadá y el Campeonato Mundial de Baloncesto Sub-22 Masculino de 1993 en España. 
Debutó con la selección mayor en el Campeonato Sudamericano de Baloncesto de 1997 en Venezuela. Su contribución al equipo fue esencial en la conquista del Campeonato Sudamericano de Baloncesto de 2001, del subcampeonato en el Mundial de Indianápolis de 2002 y de la medalla de oro en el torneo de baloncesto de los Juegos Olímpicos de Atenas 2004. 
En total jugó 66 partidos oficiales con el equipo nacional. 

### Presencias internacionales en selecciones

#### Juveniles
- Campeonato Sudamericano de Baloncesto de Cadetes de 1989
- Campeonato FIBA Américas Sub-19 de 1990
- Campeonato Mundial de Baloncesto Sub-19 de 1991
- Campeonato Sudamericano de Baloncesto Sub-22 de 1992
- Campeonato FIBA Américas Sub-22 de 1993
- Campeonato Mundial de Baloncesto Sub-22 Masculino de 1993

#### Mayores
- Campeonato Sudamericano de Baloncesto en 1997, 1999 y 2001.
- Campeonato Mundial de Baloncesto de 1998 y 2002
- Juegos de la Buena Voluntad en 1998
- Campeonato FIBA Américas de 1999 y 2003
- Juegos Olímpicos Atenas 2004

### Títulos con la Selección Argentina

#### Juveniles
- Campeonato Sudamericano de Baloncesto de Cadetes de 1989
- Campeonato Mundial de Baloncesto Sub-19 de 1991
- Campeonato FIBA Américas Sub-22 de 1993

#### Mayores
- Campeonato Sudamericano de Valdivia 2001
- Campeonato del Mundo de  Indianápolis 2002
- FIBA Diamond Ball 2004
- Juegos Olímpicos de Atenas 2004

## Menciones
- Reconocido como Revelación de la LNB en la temporada 1990
- Reconocido como MVP de la Liga Sudamericana de Clubes 2008
- Participante del Juego de las Estrellas de la LNB en 1990, 1993, 1996, 1997, 1998 y 1999
- Ganador del Torneo de Triples de la LNB en 1999